# Chirita lachenensis
Chirita lachenensis är en tvåhjärtbladig växtart som beskrevs av Charles Baron Clarke. Chirita lachenensis ingår i släktet Chirita och familjen Gesneriaceae. Inga underarter finns listade i Catalogue of Life.